# Wilhelm Meußdoerffer (Brauer, 1887)
Johann Georg Wilhelm Meußdoerffer (* 23. September 1887 in Kulmbach; † 12. September 1966) war ein deutscher Brauereidirektor.

## Leben
Meußdoerffer gehörte einer Malzfabrikantenfamilie an, die 1902 in Kulmbach, nach dem Konkurs des Bankhauses Roksch, dessen Anteil an der Mönchshof AG übernommen hatte.
Er war der einzige Sohn von Heinrich Meußdoerffer (1863–1949) und Enkel von Johann Georg Meußdoerffer (1824–1878), der die Kulmbacher Handelsmälzerei 1852 begründet hatte.
Nach dem Besuch der Mittelschule absolvierte er sowohl eine Bank- als auch eine Brauereiausbildung in Mannheim, Berlin, Paris und New York. Nach der Handelshochschule Berlin besuchte er die Brauereihochschule Weihenstephan.
In den 1960er Jahren war er Brauereidirektor sowie Vorsitzender der Geschäftsführung der Kulmbacher Mönchshof-Bräu GmbH in Kulmbach/Oberfranken.